# Niedenzuella peruviana
Niedenzuella peruviana là một loài thực vật có hoa trong họ Malpighiaceae. Loài này được (Nied.) W.R. Anderson mô tả khoa học đầu tiên năm 2006.